# Karl Birnbaum (Agrarwissenschaftler)
Karl Joseph Eugen Birnbaum (* 18. Mai 1829 in Löwen, Belgien; † 8. Mai 1907 in Berlin) war ein deutscher Agrarwissenschaftler, Hochschullehrer und Mitglied des Reichstages.
1886 wurde er wegen Betruges zu einem Jahr Haft verurteilt, womit der Verlust seiner Ehrenrechte und seiner Professur in Leipzig einher ging.

## Herkunft
Karl Birnbaums Vater war der Rechtswissenschaftler und Dramatiker Johann Michael Franz Birnbaum, der von 1817 bis 1830 an der Reichsuniversität Löwen eine Professur innehatte. Seine Mutter hieß Clara Wilhelmine geb. Laumayer.

## Leben

### Ausbildung
Birnbaum studierte Landwirtschaft und Kameralistik von 1848 bis 1856 an der Universität Gießen sowie besuchsweise an der Universität Jena bei Friedrich Gottlob Schulze. Dies enthält eine landwirtschaftliche Lehrzeit als Volontär von 1850 bis 1853.
1857 wurde er zeitgleich promoviert und habilitiert mit seiner Schrift Über die Wirtschaftssysteme.

### Wissenschaftliche Karriere
Unmittelbar nach Promotion und Habilitation arbeitete Birnbaum als Privatdozent an der Universität Gießen, wo er bis 1866 verblieb. 1862 gründete er dort eine landwirtschaftliche Privatlehranstalt. Außerdem nahm er 1857 eine Lehrstelle an der Erziehungsanstalt Gutleuthof bei Frankfurt am Main an, der er bis 1859 angehörte.
1866 übernahm er die landwirtschaftliche Lehranstalt Plagwitz-Leipzig. Ein Jahr später wurde eine außerplanmäßige Professur an der Universität Leipzig für ihn geschaffen, die 1869 in eine planmäßige Professur umgewandelt wurde. Hier verblieb er, bis er wegen Betrugs 1886 zu einem Jahr Gefängnis und Aberkennung der bürgerlichen Ehrenrechte verurteilt wird.

### Politik
Von 1871 bis 1873 war Birnbaum Mitglied des ersten deutschen Reichstags für den Wahlkreis 13 „Sachsen, Leipzig-Land“. Er gehörte der Nationalliberalen Partei an.

## Werke
- Lehrbuch der Landwirtschaft. 3 Bände, Frankfurt/Main 1858–1863.
- Fr. Gottl. Schulze als Reformator der Landwirtschaft.

- Herausgeber von Periodika 
  - Georgika : Sammlung von Abhandlungen und Vorträgen für Landwirthe. Leipzig : Hermann Weißbach 1.1870 - 4.1873 Digitale Bibliothek der Bayerischen Staatsbibliothek Komplette Ausgabe
  - Nachfolgetitel Deutsche Monatsschrift für Landwirthschaft und einschlagende Wissenschaften. Leipzig : Heinrich Schmidt 5.1874 Digitale Bibliothek der Bayerischen Staatsbibliothek Komplette Ausgabe (Herausgeber zusammen mit Clemens Treutler)